# Кладрастіс
Кладрастіс (жовте дерево) (лат. Cladrastis) — рід квіткових рослин родини бобових . Він включає чотири види, три з яких поширені у Східній Азії, а один — у південно-східній частині Північної Америки.
Різновиди Cladrastis — листяні дерева невеликого або середнього розміру, зазвичай виростають 10–20 м у висоту, винятково до 27 м у висоту. Листки складні перисті, з 5–17 почергово розташованими листочками. Квітки запашні, білі або рожеві, зібрані в кисті або волоті по 15–40 см завдовжки. Плід стручок 3–8 см завдовжки, містить від одного до шести насінин.
Cladrastis відноситься до роду Maackia, від якого він відрізняється тим, що має бруньки, приховані в основі листя, і тим, що листочки розташовані по черзі на хребті листя, а не протилежними парами. Назва роду походить від грецького klados — гілка та thraustos — крихкий, що означає крихкість гілочок. Поєднання Cladrastis, Pickeringia і Styphnolobium утворюють монофілетичну кладу, відому як Cladrastis clade; оскільки два інших походять із Cladrastis, Cladrastis є парафілетичним.   
Ці дерева відрізняються жовтим кольором деревини. Особливо важливими для використання є Cladrastis kentukea, оскільки вони культивуються як декоративний та забезпечує цінну деревину. Він використовується, серед іншого, для виготовлення лож карабінів. Із серцевини отримують жовтий барвник.

## Види
В даний час прийнято чотири види: 
- Cladrastis delavayi(інші мови) (Franch.) Prain [9] – від Бутану в Гімалаях до Хунані в Центральному Китаї
- Cladrastis kentukea (Dum.Cours.) Rudd – південний схід Північної Америки.
- Cladrastis shikokiana(інші мови) (Makino) Makino – південно-центральна та південна Японія
- Cladrastis wilsonii(інші мови) Takeda – Центральний Китай.

## Подальше читання
- Andrews S (1997). Trees of the Year: Cladrastis and Maakia. Int. Dendrol. Soc. Year Book. 1996: 12—26.
- Spongberg SA, Ma JS (1997). Cladrastis (Leguminosae subfamily Faboideae tribe Sophoreae): a historic and taxonomic overview. Int. Dendrol. Soc. Year Book. 1996: 27—35.

- Таксономія за темою Кладрастіс у Віківидах
- Вікісховище має мультимедійні дані за темою: Кладрастіс